# はなまる魔法教室
『はなまる魔法教室』（はなまるまほうきょうしつ）は、井上知之による日本の漫画作品。ウェブコミック配信サイト『裏サンデー』（小学館）にて2016年11月10日から配信、漫画アプリ『マンガワン』（同社）でも2016年11月3日から2018年5月24日まで先行連載されている。魔法使いの先生が小学校6年生のクラス生徒に魔法を教えるハートフルファンタジー漫画である。

## あらすじ
黒森小学校6年2組に十色魔彩(といろ　まあや）先生が赴任する。目的は魔法資質児童発掘計画に基づき魔法の才能がある子を見出し魔法専門中学校へ推薦すること。赴任当初、生徒たちは魔法に対して肯定的は気持ちを持てなかった。そのため先生に渡された魔法の教科書に自分の名前を記載しなかった。そんな中、若草八起（わかくさ やおき）は魔法に憧れ、魔法の教科書にサインする。
クラスの係り決めをする際、若草八起は鈍臭さからどの係りにも受け入れてもらえなかったが、先生からは八起自身がどの係りに入れてもらうか選ぶように言われる。八起は自分で何がやれてどの係りが向いているのか分らずに悩む。そして下校時間になっても決められないまま図書室の隅で落ち込む。その時、八起を助けるかのように魔法の精霊が生まれ、魔法が使えるようになる。使えるようになった魔法は精霊に文字を書くと書いた文字が物体として現れる魔法だった。その魔法に八起はカクトデルゾーと名前をつける。翌日、先生の提案で魔法係を新設し、カクトデルゾーを使って数々の場面で生徒達に魔法を披露していく。生徒達はその魔法の使い方を見て、魔法の楽しさに気付き受け入れるようになる。そして魔法の教科書に次々とサインをしていくこととなる。

## 登場人物

### 黒森小学校6年2組の先生
十色魔彩（といろ まあや） / 魔彩先生
魔女。百個以上の魔法を持っている。秋田県出身、11月11日生まれ。3人姉妹の次女。魔法の才能がある子を探してスカウトするために黒森小学校に赴任した。実際のところはスカウトの話は建前であり、ただ普通の学校の先生をやりたかったからというのが先生の目的である。黒森小学校に赴任する前は魔法専門中学で先生をやっていた。教育スタイルは生徒たちの些細なことでも良いところを見つけては、「花丸あげちゃう」の言葉とともに宙に花丸のマークを描く。褒めて生徒を育てるタイプ。ウニョルフェルの魔法で分身をつくって同時に何人もの生徒の指導を行ったり、生徒達のことをよく知るためには余念が無い。先生の小学生時代に教えられたことが今の先生の原動力となっている。異次元の6年2組の教室を改造して暮らしている。ある程度生活に必要なものは揃えているが、風呂はまだ出来ていないので銭湯に行っている。好きな食べ物はバウムクーヘンと紅茶のセット。趣味は音楽を聞くことと園芸。よく使う魔法はガットツカム。初めて覚えた魔法はビュートブ。仕事が恋人。得意料理はコゲチャーハン。

### 黒森小学校6年2組の生徒
若草 八起（わかくさ やおき）
あだ名は「ヤオキ」「やっくん」。さっちゃんと幼馴染。のぼっさんと仲良し。通学団の班長。新聞係(物語作成担当)。何をやるにしても鈍くさく失敗ばかりを繰り返すが、豊かな想像力を持っている。部屋もそれらしく木の枝を竜の角と称して持っていたり、綺麗な石ころや貝殻は異世界のお金と称して瓶に詰めて保管していたりする。クラスの中で最初に魔法(カクトデルゾー)が使えるようになった。
野桜 幸子（のざくら さちこ）
あだ名は「さっちゃん」。欲しい魔法は「物を出す」魔法。「お好み焼き屋のさくら」に住んでいる。オーバーオールを来ていることが多く、ポケットに手をつっこんでいることが多い。ヤオキと幼馴染だが周囲から茶化されることが多くなってきたため、ヤオキにあだ名で呼ばれるのを嫌っている。ただし、毎朝ヤオキの家まで迎えにいったり面倒見が良く、遠足の時はヤオキの分まで荷物を用意してあげている。周りに気配りができ、先のことを想像して用意ができる分、新しいことには慎重な発言が多い。みーみん、梅ちゃんと仲良し。新聞係(記事集める等のまとめ役)。クラスの中で2番めに魔法（ヨミココロ）が使えるようになった。最初は怖いと思っていた魔法だが自身のために生まれた魔法であると知り、積極的に使おうと思い立ち、覚えた魔法を使ってかくれんぼの鬼の司令塔役をしている。その成長ぶりから、先生に褒められバウムクーヘンをもらっている。
千葉 隆誠（ちば りゅうせい）
あだ名は「ちばちゃん」。欲しい魔法は「天変地異を司る」魔法。しょーご、よしきと仲良し。せなちゃんが好きでてっちゃんを恋敵と思っている。新聞係(企画担当)。他人の発言に否定的に言うことが多く、生意気な性格。常にスマートであるところを見せたい欲があり、努力する姿がかっこ悪いと捉えて努力する前に諦めてしまう癖がある。クラスの中で3番めに魔法(ウル虎タイガーパワー)が使えるようになった。
雨森 しずく（あまもり しずく）
あだ名は「雨森さん」。欲しい魔法は「人を不幸にする」魔法。魔法のことを魔術と呼び、オカルト的な雰囲気を持つ。クラスの人間が全員嫌いと主張しているが、妹ちゃんだけは好き。
鮎川 藍（あゆかわ あい）
あだ名は「鮎川さん」。欲しい魔法は「みんなの役にたつ」魔法。学級委員長。てるよしが好き。
茨城 照良（いばらぎ てるよし）
あだ名は「てるよし」「てるくん」。欲しい魔法は「物を出す」魔法。サッカークラブ所属。てっちゃん、しゅーくんと仲良し。しゅーくんから「相変わらず優柔不断だな。」と評されている。
後 聡（うしろ さとし）
あだ名は「さっとん」。欲しい魔法は「大人になる」魔法。喧嘩っ早いところがある。
梅崎 遊音（うめさき あやね）
あだ名は「梅ちゃん」。欲しい魔法は「空を飛ぶ」魔法。さっちゃん、みーみんと仲良し。基本的に明るく能天気なところがあり、色々とさっちゃんに世話してもらっている。
浦川 千笑（うらかわ ちえ）
あだ名は「千笑ちゃん」。欲しい魔法は「心をよむ」魔法。
鹿島 将悟（かしま しょうご）
あだ名は「しょーご」。欲しい魔法は「空を飛ぶ」魔法。ちばちゃん、よしきと仲良し。
神奈川 秀一（かながわ しゅういち）
あだ名は「しゅーくん」。欲しい魔法は「分身する」魔法。サッカークラブ所属。てるよし、てっちゃんと仲良し。
北園 星渚（きたぞの せな）
あだ名は「せなちゃん」。欲しい魔法は「時間をとめる・もどす」魔法。ちばちゃんが好きな人。かくれんぼの時は最後まで逃げ切り、先生からバウムクーヘンをもらった。
小松 秋穂（こまつ あきほ）
あだ名は「こまっちゃん」。欲しい魔法は「ワープする」魔法。
西郷 龍之介（さいごう りゅうのすけ）
あだ名は「リュウノスケ」。欲しい魔法は「大きくなる」魔法。クラスの中で最初に先生から花丸をもらっている。
志島 保（しじま たもつ）
あだ名は「志島」。作中登校したことは無い。
下淵 健太（しもぶち けんた）
あだ名は「シモケン」。欲しい魔法は「お金をふやす」魔法。シモケンノートに喧嘩してはダメな相手をメモしている。
高木 昇（たかぎ のぼる）
あだ名は「のぼっさん」。欲しい魔法は「修理する」魔法。八起と仲良し。みーみんと幼馴染だが、その事を茶化されても動じない心構えが既に出来上がっている。新聞係(挿絵担当)。シモケンノートによると、怒らせると学校一強いかもしれない。休み時間にはよく絵を書いており、先生にリアルで上手いと評価されている。また手先が起用で梅ちゃんの壊れた筆箱も魔法がなくても直せてしまう。
田中 大泉（たなか だいせん）
あだ名は「大仏」。欲しい魔法は「とうめいになる」魔法。寺生まれだが脳内は煩悩まみれ。本人曰く先生ぐらいの年上が好み。
東城 鉄雄（とうじょう てつお）
あだ名は「てっちゃん」。欲しい魔法は「サッカーがうまくなる」魔法。てるよし、しゅーくんと仲良し。サッカークラブ所属。運動全般が得意で、かくれんぼでは最後まで捕まらず、体育の時間で綺麗なローンダートも決めていた。
富山 義貴（とやま よしき）
あだ名は「よしき」。欲しい魔法は「炎や雷を出す」魔法。ちばちゃん、しょーごと仲良し。励ましのダンスとしてちばちゃんによく腹踊りを披露する。
夏坂 朝日（なつざか あさひ）
あだ名は「あさひ」。欲しい魔法は「変身する」魔法。はるひと仲良しで、はるひの面倒見役になっている。
野際 勇希（のぎわ ゆうき）
あだ名は「野際」。欲しい魔法は「しゅんかん移動」魔法。シモケンノートによると、オタクにみえてすごい筋肉質。ちばちゃんからも予想以上に足が速いと感想を漏らしている。
昼中 はるひ（ひるなか はるひ）
あだ名は「はるひ」。欲しい魔法は「空を飛ぶ」魔法。マンガ・アニメ好きで「ケンカ両成敗侍」にハマっていて、語りだすと止まらない。また、かくれんぼする時も忍者への憧れから壁隠れの術をマネしていた。
平郡 楽真（へぐり らくま）
あだ名は「ヘグ」。欲しい魔法は「ガットツカム」魔法。
美雲 妹子（みくも いもこ）
あだ名は「妹ちゃん」。欲しい魔法は「(せなちゃんみたいなきれいな人に)変身する」魔法。
三砂 潤（みさご うるみ）
あだ名は「三砂さん」。欲しい魔法は「人を操る」魔法。誰が誰を好きなのか興味があるらしく、鮎川さんがてるよしを授業中に見た回数をカウントしていたり、かくれんぼの罰ゲームで好きな異性を明かすことを提案したりしている。
南里 沙凪（みなみざと さなぎ）
あだ名は「沙凪ちゃん」。欲しい魔法は「未来をみる」魔法。
桃枝 実美（ももえだ みみ）
あだ名は「みーみん」。欲しい魔法は「動物(宇宙人含む)としゃべる」魔法。のぼっさんと幼馴染だが、その事を茶化されても動じない心構えが既に出来上がっている。さっちゃん、梅ちゃんと仲良し。
横居 君子（よこい きみこ）
あだ名は「キミちゃん」。欲しい魔法は「人を元気にする」魔法。

## 魔法
魔法を習得するには、魔法の教科書に自分の名前を書くと、手に魔法陣の様なアザができる。その状態で3ヶ月から半年で経つと精霊が産まれ、精霊の力を借りて魔法が使える。若草八起は例外的に1日で精霊が産まれ魔法が使えるようになる。1つの精霊につき使える魔法は1つ。精霊が産まれると魔法の使い方が自動的に魔法の教科書に浮かびあがる。精霊の名前は自分でつける。魔法が使えなくなるとアザが黒くなる。

### 登場した魔法
ミルトゲコル
蛇型の精霊。持ち主は魔彩先生。精霊が睨んだ人をカエルにする。
ビュートブ
カラス型の精霊。持ち主は魔彩先生。空を飛ぶ魔法。長いくちばしが座る場所。
ベタヌル
持ち主は魔彩先生。空間を星空のカーテンで遮断する。外側からは、塗った瞬間の景色が見えている。
ガットツカム
花型の精霊。持ち主は魔彩先生。持ち主が呼んだ人や物を捕まえ、指定位置へ運ぶ。
ナデテウラナウ
亀型の精霊。持ち主は魔彩先生。撫でながら相談すると、甲羅の亀裂で文字を作り回答する。
カクトデルゾー
鶏型の精霊。持ち主はヤオキ。精霊に書いた文字の物を出す。文字を書いた時のイメージが出てくる物に影響を与える。牛乳の文字を書きながらりんごを想像していると、りんご味の牛乳が出来上がる。また複雑なものは細かく想像できないとそれなりの物しか出てこない。
ウニョルフェル
タコ型の精霊。持ち主は魔彩先生。分身できる魔法。足をちぎるとちぎった本人の分身ができる。ただし２体目以降はだんだん質がおちていく。分身を解いて本体に足が戻ってきた際には、精霊が見てきたものを投影することができる。
ウロウロウライエ
カタツムリ型の精霊。持ち主は魔彩先生。異次元空間への道順を決める。
ヒラリタドル
蝶型の精霊。持ち主は魔彩先生。魔法のニオイの元をたどる。
ヨミココロ
苺型の精霊。持ち主はさっちゃん。精霊の実の部分を口にした人の心の声が持ち主に聞こえる。生のままでは効果が短く雑音も入る。精霊の持ち主が調理することにより、雑音もなくなり効果時間が伸びる。また自分で実を食べると、自分の心の声が自分に聞こえるようになる。魔彩先生によるとレアな魔法であり、先生も同種の魔法は所持していない。魔法使いの社会では裁判でも使われる。遊びでは手品につかったり、かくれんぼで持ち主が鬼となり、隠れている人の心の声をヒントに探すといった使い方もある。
ウル虎タイガーパワー
虎型の精霊。持ち主はちばちゃん。精霊をまとうことで身体能力を強化する。ただし、全ての身体能力が単純にあがるため、力のコントロールをする訓練が必要。
ワオンハオール
狼型の精霊。持ち主は魔彩先生。精霊をまとうことで身体能力を強化する。ウル虎タイガーパワー程の能力はない。
ガブリキエル
サメ型の精霊。持ち主は魔彩先生。魔力を食べる。

## 書誌情報
連載元の小学館から単行本として刊行されたのは2巻までで、3巻は作者が自主的に出版したものである。さらなる続編を求める愛好者が作者の井上の承諾を得てプロジェクトを実施している（外部リンクを参照）。
- 井上知之『はなまる魔法教室』 小学館〈裏サンデーコミックス〉、2巻
  1. 2017年6月24日発売 ISBN 978-4-09-127642-1
  2. 2017年11月20日発売 ISBN 978-4-09-127798-5
- 井上知之自身による自主出版

3. 2018年8月19日発売